# Provérbios 13 (álbum)
Provérbios 13 é um álbum de estúdio de rap lançado pelo grupo 509-E em 2000. É o primeiro disco da banda, formada por Dexter e Afro-X. Contém 12 faixas, sendo algumas das faixas de sucesso Oitavo Anjo e Saudades Mil.

## Faixas
1. Confiança e Desconfiança
2. Hora H
3. Só os Fortes
4. De A a Z
5. Triagem
6. Oitavo Anjo
7. Uh Barato É Louco
8. Castelo de Ladrão
9. Sem Chances
10. Saudades Mil
11. Carta a Sociedade
12. Sem Palavras

## Prêmios
| Ano  | Prêmio       | Categoria                 | Ref   |
| ---- | ------------ | ------------------------- | ----- |
| 2000 | Prêmio Hutúz | Melhores álbuns da década | [ 2 ] |